# 液晶覆硅

LCoS技術概念圖表

液晶覆硅（又稱矽基液晶或單晶矽反射式液晶，英文：Liquid Crystal On Silicon；縮寫：LCoS）是反射式液晶投影機與背投影電視的關鍵技術之一，這類應用是利用光的強度。另外一類應用是使用光的相位，主要是如空間光相調製器這類的應用，有幾大類研究與應用的範圍如光通訊裡的波長選擇交換器（WSS）、全象投影顯示、全象式資料儲存、生醫與醫工方面的應用、工業用與精密儀器類應用。
液晶覆硅最大優點在於可大幅降低液晶顯示面板生產成本，且有相當程度的解析度。與一般薄膜電晶體液晶顯示器（TFT-LCD）面板不同的是，TFT-LCD上下二面都以玻璃作為基板，液晶覆硅僅有上面採用玻璃，底下的基板是以半導體材料矽為主，因此LCOS製程其實是結合液晶顯示器（LCD）與互補式金屬氧化物半導體（CMOS）製程的技術。